# Весёлая карусель
«Весёлая карусель» — советский и российский детский мультипликационный журнал. Производство студии «Союзмультфильм». По состоянию на 2019 год насчитывал 50 выпусков.

## История
Инициатором создания журнала считается Анатолий Петров — мультипликатор с десятилетним стажем, который решил объединить силы молодых художников, мечтавших о режиссуре, в одном экспериментальном проекте. Сам Петров писал, что идея альманаха пришла в голову его жене Галине Бариновой.
Первая серия была выпущена в 1969 году под художественным руководством Романа Качанова. В качестве режиссёров в ней дебютировали Галина Баринова, Геннадий Сокольский и Леонид Носырев (сам Петров к тому времени уже снял сюжет для киноальманаха «Калейдоскоп-68»). В журнале обкатывались необычные для традиционной мультипликации техники (например, заливка с плавными светотенями и фоны на целлулоиде). Согласно Бариновой, первый выпуск был подвергнут критике со стороны председателя Госкино («детское кино как полигон для абстрактного искусства»). Каждая серия мультжурнала состоит из двух-четырёх кратких сюжетов и трех новых сюжетов, основанных большей частью на загадках, считалках, стихах, песнях, сюжетах-перевёртышах и т. п., которые обрели популярность во многом благодаря самому журналу и стали материалом для разного рода мультипликационных экспериментов.
Изначально работа над всеми сюжетами альманаха велась коллективно. На каждый выпуск уходило 9 месяцев, а журнал имел чётко выраженную структуру: нравоучительная и мультипликационная части, комикс и пилотная серия из цикла «Ну, погоди!». Уже после первого выпуска редакторы решили выделить «Ну, погоди!» в отдельный проект, поэтому формат изменился. После того, как основатели покинули журнал в 1978 году, он принял вид более традиционного сборника никак не связанных мультфильмов. В 2001 году съёмки «Весёлой карусели» были остановлены, однако в 2012 году состоялся перезапуск и продолжение журнала. В июне 2013 года «Союзмультфильм» объявил о «сборе идей» для альманаха, предложив всем желающим принять участие в его создании.
Большинство оригинальных серий были рисованными, хотя в 1980-е годы вышло несколько кукольных историй («Хитрые старушки», «Сто пуговиц», «Лягушонок», «Мышонок и кошка», «Теремок»). После перезапуска журнала ушла и эта традиция. Современные выпуски решены в различных техниках, включая компьютерную перекладку («Пык-пык-пык», «Буль»), трёхмерную графику («Вот был бы большим») и пластилиновую мультипликацию («Ёлочка»).
Ко многим сюжетам музыку написал известный детский композитор Владимир Шаинский. Автором многих стихов является Эмма Мошковская.

На протяжении всех выпусков мультжурнала практически неизменной (с мелкими отличиями) оставалась созданная В. И. Пекарем и Т. В. Колюшевой заставка с крутящейся каруселью и запоминающейся короткой песней, которая постоянно менялась в начале и конце каждого выпуска и между сюжетами, не считая самого первого выпуска, где постоянно переключали кадры заставки между мультфильмами. Она появлялась в начале и конце каждого выпуска и между следующими анимационными сюжетами: 

Карусель, карусель начинает рассказ.

Это сказки, песни и веселье!

Карусель, карусель — это радость для нас,

Прокатись на нашей карусели!

## Съёмочная группа
- Художественные руководители: Роман Качанов, Михаил Алдашин
- Авторы сюжетов: Феликс Камов, Юрий Энтин, Эдуард Успенский, Александр Курляндский, Аркадий Хайт
- Композитор: Владимир Шаинский
- Операторы: Михаил Друян, Борис Котов, Светлана Кащеева, Игорь Дианов, Майя Попова, Кабул Расулов, Людмила Крутовская, Надежда Михайлова, Александр Чеховский
- Звукооператоры: Владимир Кутузов, Борис Фильчиков, С. Абельдяев, Владимир Орёл
- Монтажёры: Нина Майорова, Марина Трусова, Любовь Георгиева, Галина Филатова, Надежда Трещева, Ольга Василенко, Елена Белявская, Галина Смирнова
- Редакторы: Аркадий Снесарев, Елена Михайлова, А. Григорян, Наталья Абрамова, Татьяна Папорова, Нонна Чулкова, Елена Ван Эеден, Наталья Дьякова
- Директора картины: А. Зорина, Любовь Бутырина, Нинель Липницкая, Лилиана Монахова, Григорий Хмара, Р. Соколова, Бэлла Ходова, Галина Волкова

## Список выпусков
| Выпуск | Год  | Первый сюжет                     | Второй сюжет                  | Третий сюжет                            | Четвёртый сюжет       | Пятый сюжет        |
| ------ | ---- | -------------------------------- | ----------------------------- | --------------------------------------- | --------------------- | ------------------ |
| № 1    | 1969 | Мозаика                          | Антошка                       | Рассеянный Джованни                     | Ну, погоди!           |                    |
| № 2    | 1970 | Небылицы                         | Самый первый                  | Два весёлых гуся                        |                       |                    |
| № 3    | 1971 | Разгром                          | Голубой метеорит              | Рыжий, рыжий, конопатый                 |                       |                    |
| № 4    | 1972 | Про чудака лягушонка             | Хомяк-молчун                  | Весёлый старичок                        |                       |                    |
| № 5    | 1973 | Не про тебя ли этот фильм?       | Кто пасётся на лугу?          | Чудо                                    | Небылицы в лицах      |                    |
| № 6    | 1974 | Лечение Василия                  | Путаница                      |                                         |                       |                    |
| № 7    | 1975 | Глупая лошадь                    | Бегемотик                     |                                         |                       |                    |
| № 8    | 1976 | Почему у льва большая грива?     | Апельсин                      | Консервная банка                        |                       |                    |
| № 9    | 1977 | За щелчок                        | Клоун                         | Принцесса и людоед                      |                       |                    |
| № 10   | 1978 | Посылка                          | Светлячок                     | Бабочка и тигр                          |                       |                    |
| № 11   | 1980 | Хитрые старушки                  | Про черепаху                  | Погоня                                  |                       |                    |
| № 12   | 1982 | Карандаш и ластик                | Что случилось с крокодилом?   | Эхо                                     |                       |                    |
| № 13   | 1983 | Сто пуговиц                      | Мышонок и кошка               |                                         |                       |                    |
| № 14   | 1983 | Лягушонок                        | И я бы мог…                   | Где обедал воробей?                     |                       |                    |
| № 15   | 1983 | Почему мне нравится слон         | Всё для всех                  | Девочка и пираты                        |                       |                    |
| № 16   | 1985 | Чудо-дерево                      | Игра                          |                                         |                       |                    |
| № 17   | 1986 | Вредный совет                    | Состязание                    |                                         |                       |                    |
| № 18   | 1986 | Под ёлкой                        | Недоразумение                 | Рыжая ворона                            |                       |                    |
| № 19   | 1988 | Качели                           | Вредный совет                 | Загадка                                 |                       |                    |
| № 20   | 1990 | Две руки                         | Стекло                        | Барашек                                 |                       |                    |
| № 21   | 1990 | Стихи с бегемотами               | Однажды…                      |                                         |                       |                    |
| № 22   | 1990 | Соло для Луны и волка            | Военная тайна                 |                                         |                       |                    |
| № 23   | 1991 | Стрекоза                         | Джо Билл                      | Миссис Инк из Манилы                    |                       |                    |
| № 24   | 1992 | Случай на болоте                 | Ворона                        | С добрым утром!                         |                       |                    |
| № 25   | 1993 | Задом-наперёд                    | Гололедица                    | Ответ                                   |                       |                    |
| № 26   | 1993 | Если бросить камень вверх...     | Поливальная машина            | Да здравствует Персей!                  |                       |                    |
| № 27   | 1994 | Подлёдный лов                    | Кто первый?                   | Охота на динозаврика                    |                       |                    |
| № 28   | 1995 | Эх!                              | Не бывает!                    | Девица Бигелоу, или жевательная история |                       |                    |
| № 29   | 1995 | Сказка про дурака Володю         | Теремок                       |                                         |                       |                    |
| № 30   | 1996 | Храбрый король                   | Тайна                         |                                         |                       |                    |
| № 31   | 2000 | Крокодилушка                     | Чудо-замок                    | Кисточка                                |                       |                    |
| № 32   | 2000 | Чего на свете нету               | Два слона                     | Катина сказка                           |                       |                    |
| № 33   | 2001 | Ещё раз про кота                 | Леталка                       |                                         |                       |                    |
| № 34   | 2012 | Как кричит крокодил?             | Ах, если б к нам приехал лес! | Куда идут животные?                     |                       |                    |
| № 35   | 2013 | Вот бы был большим               | Так не бывает                 | Четыре обезьяны                         | Месяц лимонная долька |                    |
| № 36   | 2014 | Военная инструкция для мальчишек | Ррр                           | Тайна старика Тимофея                   |                       |                    |
| № 37   | 2014 | Сколько у собаки лап?            | Советчики                     | Снежные зайчики                         |                       |                    |
| № 38   | 2014 | Ямка с водой                     | Ушла в Париж                  |                                         |                       |                    |
| № 39   | 2015 | Почему исчезли динозавры         | Коровка                       | Бегемот и Компот                        | Пык пык пык           | Муравей и муравьед |
| № 40   | 2015 | Большой друг                     | Плохие слова                  | Лягушенция                              | Джек-Простак          |                    |
| № 41   | 2015 | Семь кошек                       | Про Комарова                  | Непослушные                             |                       |                    |
| № 42   | 2015 | Чёртик на заборе                 | Чужой среди айсбергов         | Привередливая мышка                     |                       |                    |
| № 43   | 2016 | Злой колдун                      | Очень вежливая история        | Корова мечтала                          | Медведь и бабочка     |                    |
| № 44   | 2016 | Дело в шляпе                     | Бабушка с крокодилом          | Буль                                    | Выходной              |                    |
| № 45   | 2017 | Ёлочка                           | Посох                         | Откуда берутся снежинки?                |                       |                    |
| № 46   | 2017 | Бесконечная такса                | Виват, мушкетёры!             | Дедушка Ох, рубаха в горох              | Доброе сердце         |                    |
| № 47   | 2017 | Кокоша                           | Чей нос лучше?                | Подлинный крокодил                      |                       |                    |
| № 48   | 2018 | Страшилище-хорошилище            | Вышла из дома старушка        | Кросс                                   | Замечательная клякса  |                    |

## О мульт-журнале

Монета Банка России — Серия: Российская (советская) мультипликация. Веселая карусель № 1

### Выставка
В 2013 году в Московском государственном выставочном зале «Галерея Нагорная» прошла выставка «Незабытый кинематограф. Весёлая карусель», посвящённая созданию популярного мультипликационного альманаха. В рамках выставки шла непрерывная трансляция мультфильмов альманаха «Весёлая карусель» и документального фильма Натальи Лукиных «Братство Весёлой карусели». Проводились обзорные экскурсии по экспозиции. Прошла творческая встреча с художником-мультипликатором Леонидом Носыревым, стоявшим у истоков формирования и создания альманаха «Вёселая карусель». Также проходили интерактивные игры и анимационные викторины.

### Рецензии
Огромную роль в выдвижении новых творческих сил сыграл созданный по инициативе Анатолия Петрова молодёжный альманах мини-фильмов «Вёселая карусель», ставший школой мастерства для многих начинающих режиссёров. В этих миниатюрах, напоминающих своей краткостью эпизоды и зарисовки, происходила первая проба сил неофитов, нащупывание собственного почерка, поиски новых стилистических и жанровых решений. Здесь же, в этой своеобразной экспериментальной мастерской, появились и новые режиссёрские опыты самого Петрова.— С. В. Асенин «Мир Мультфильма», 3d-master.org.
По словам заслуженного художника РСФСР Вячеслава Шилобреева «новаторских короткометражек набралось только на тридцать два выпуска и последний тридцать третий стал заключительным выпуском мультжурнала „Веселая карусель“»… «Каждый из этих художников и режиссёров сами по себе были интересны и самобытны. Их фильмы разнообразны по сюжетам, по стилистике. Недаром эти режиссёры принесли столь громкую и прочную славу советской и российской анимации.»

## Фестивали
- 2013 — Открытый российский фестиваль анимационного кино в Суздале — решение жюри авторской анимации: Диплом студии «Союзмультфильм» с формулировкой «Даёшь „Карусель!“».[21]
- 2014 — I Международный фестиваль детско-юношеского кино «Ноль плюс» (Тюмень) в конкурсе анимации — специальное упоминание жюри: благодарность киностудии «Союзмультфильм» за возрождение альманаха «Весёлая карусель».[22]